# John Baptist Purcell
John Baptist Purcell (Mallow, 26 de febrero de 1800 - Cincinnati, 4 de julio de 1883) fue un sacerdote católico irlandés estadounidense, de la Compañía de Sacerdotes de San Sulpicio, nombrado obispo y, posteriormente, primer arzobispo de la diócesis de Cincinnati.

## Biografía
John Baptist Purcell nació en Mallow, en el condado de Cork (Irlanda), el 26 de febrero de 1800. Sus padres fueron Edward y Johanna Purcell. Viajó a los Estados Unidos para realizar sus estudios superiores. Obtuvo un certificado de maestro en Asbury College, en Maryland. Pasó un año dando clases como tutor privado en algunas de las familias prominentes de Baltimore. El 20 de junio de 1820, ingresó al Seminario Mount St. Mary's, en Emmitsburgo, Maryland, de la Compañía de Sacerdotes de San Sulpicio. Su conocimiento de los clásicos le ayudó a hacerse cargo de importantes clases en la universidad y, al mismo tiempo, prepararse para el sacerdocio mediante el estudio de la filosofía, teología y otras materias eclesiásticas.
Después de tres años de estudio en el seminario, recibió la tonsura y las órdenes menores de Ambrose Maréchal, arzobispo de Baltimore. Viajó a Europa para continuar sus estudios en los seminarios sulpicianos de Issy y París. El 26 de mayo de 1826, fue ordenado sacerdote junto a otros 300 candidatos, en la catedral de París, por el arzobispo Hyacinthe-Louis de Quélen. En 1833, el papa Gregorio XVI le nombró obispo de la diócesis de Cincinnati, sucediendo a Edward Dominic Fenwick, quien había sido el fundador de la diócesis. Fue consagrado obispo el 13 de octubre de ese mismo año, de manos de James Whitfield, arzobispo de Baltimore. Como obispo se dedicó a la atención de la creciente cantidad de inmigrantes alemanes e irlandeses, para ellos fundó parroquias, escuelas y contribuyó al establecimiento de nuevas congregaciones religiosas, entre ellos los jesuitas y las hermanas de la Caridad de Cincinnati. Construyó la Catedral de San Pedro en Cadenas.
Por el fruto de su trabajo y el crecimiento de la Iglesia católica en Cincinnati, el papa Pío IX elevó la diócesis a arquidiócesis y nombró a Purcell como el primer arzobispo en 1850. Junto a este nombramiento le concedió el título de asistente del trono pontificio. Al estallar la Guerra de Secesión (1861), fue el primer obispo americano en defender la abolición de la esclavitud. En 1869 participó en el Concilio Vaticano I y fue parte del bando contrario a la proclamación del dogma de la Infalibilidad papal. Aunque una vez declarado se acogió al mandato de la Iglesia. Combatió los postulados anticatólicos del pastor presbiterianoAlexander Campbell. Los últimos años de vida de Purcell se vieron envueltos en problemas financieros, debido a la mala administración de la economía diocesana. Se retiró a un convento de los sulpicianos en el condado de Brown. Allí murió el 4 de julio de 1883.